# قابس أوروبي

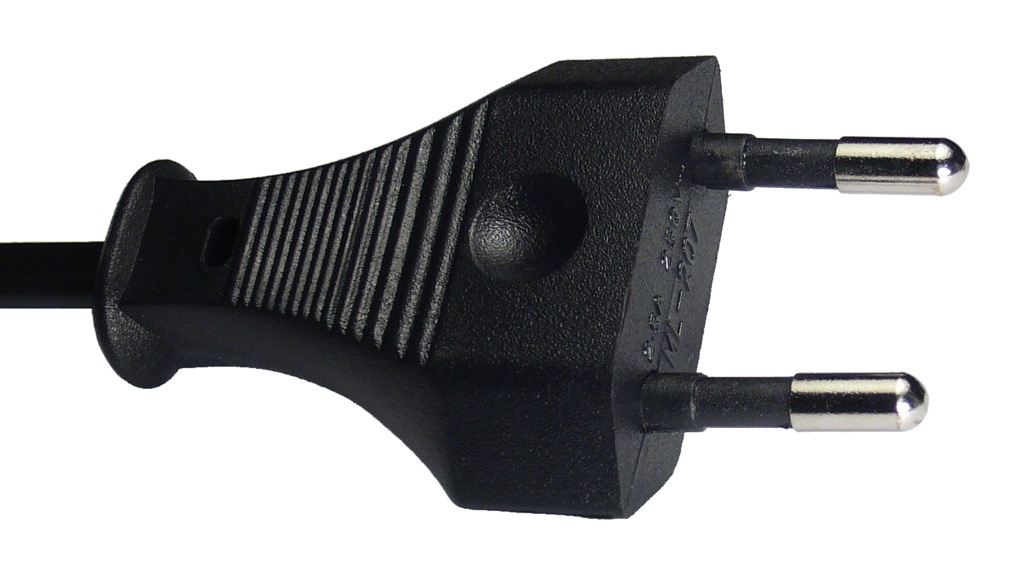
إحدى أنواع القابس الأوروبي

القابس الأوروبي هو قابس مسطح له قطبين متساويين، مقنن للجهود حتى 250 فولت وتيارات تصل إلى 2.5 أمبير. القابس مناسب مع الأجهزة من الفئة الثانية (II) منخفضة الطاقة داخل القارة الأوروبية. القابس غير متوافق مع المقابس المستطيلة (BS 1363) المستخدمة في كل من قبرص، وجبل طارق، وجمهورية أيرلندا، ومالطا والمملكة المتحدة.
يعيب هذا النوع أنه غير قابل للإصلاح ويجب تزويده بسلك الطاقة.

## التاريخ
عرف العالم القابس الأوروبي للمرة الأولى في عام 1963 بعد استوفاه المعايير القياسية على أنه البديل الثاني لقابس "CEE 7/16 plug" المحقق لشروط ورقة XVI القياسية لمنشور CEE. في عام 1975، تم تسميته بقابس C5 في تقرير اللجنة الكهروتقنية الدولية رقم 83. في عام 1990، تم تعريف كودها في معيار Cenelec بالكود التالي EN 50075، وفي كود لجنة الكهروتقنية الدولية بالتالي 60083 لتحل محل IEC/TR 83.
لا يوجد مقبس مصمم خصيصا للاستخدام معه فهو صالح لكل المقابس الثنائية.

## متطلبات التصميم
تم اختيار أبعاد القابس الأوروبي بعناية لضمان التوافق ولتوفير الأمان اللازم مع المقابس داخل القارة الأوروبية.
- يتم تأسيس اتصال موثوق به عند إدخال القابس بالكامل، لا يمكن لمس أي جزء به كهرباء من القابس عند اتصاله بأي نوع من أنواع المقابس.
- لا يمكن لمس أي قطب من القابس إذا كان القطب الأخر متصل بالمقبس.
- يتم تصميم القوابس الأوروبية للأجهزة ذات القدرة المنخفضة (أقل من 2.5 أمبير) من الفئة الثانية (المعزولة) التي تعمل في درجة حرارة الغرفة العادية ولا تتطلب اتصالًا أرضيًا للحماية (تأريض).

## التفاصيل

تفاصيل القابس الأوروبي.

يصل طول قطب القابس حوالي 19 ملم، يتكون كلا من موصل بطول 9 ملم تقريبا بقطر 4 ملم مع نهايات مستديرة يليها عمود عازل مرن طوله 10 ملم لا يزيد قطره عن 3.8 ملم. القطبان غير متوازيان تماما فهما متقاربان قليلا، يبعد مركز كل منها عن الأخر 17.5 ملم بينما من منتصف القمة الدائرية في أعلى نقطة حوالي 18.6 ملم. يبلغ عرض القابس بأكمله 35.3 ملم وارتفاعه 13.7 ملم. جانبي القابس الأيسر والأيمن على زاوية 45° من المستوى الأفقي.

## عدم التوافق مع مقابس المملكة المتحدة وأيرلندا
القابس الأوروبي غير متوافق مع مقابس BS 1363 13 من النوع A المستخدم بكثرة داخل المملكة المتحدة وايرلندا، حيث ينص القانون الإنجليزي على تركيب فيوز مناسب في نهاية كل قابس لحماية الأجهزة من تيار البداية، الأمر الذي لا يوجد في القابس الأوروبي. تحتوي مقابس BS 1363 على ستارة أمان لحماية الأطفال من الكهرباء، يتطلب بند 13.7.2 من قوانين 1363-2 وجوب إيجاد طريقة لضمان عدم فتح الستارة من قبل القابس الأوروبي عند الاستخدام. تم تصنيع بعض أنواع مقابس BS 1363 للسماح بدخول القابس بدون العبث بآلية السلامة، لكن سرعان ما منعها مجلس السلامة الكهربائية في المملكة المتحدة بعد ملاحظة ارتباط الحرائق الكهربية بهذا النوع.
اشترط مجلس حماية المستهلك في المملكة المتحدة على تزويد السلع الكهربائية المنزلية التي بها قوابس أوروبية بمقبس BS 1363-1. استثنوا في ذلك ماكينات الحلاقة وفرش الأسنان الكهربائية ومنتجات النظافة الشخصية.

## وصلات خارجية
- مواصفات القابس الأوروبي
- كيفية استخدام القابس الأوروبي في المملكة المتحدة وأيرلندا بأمان